# Пертле
Пертле, везице, шпигете (итал. spighetta), шнуре или шњуре представљају узице одређене дужине које се унакрсно провлаче кроз посебне рупице у обући како би омогућиле њихово затезање за ногу. Уколико би пертле у обући недостајале, обућа не би била причвршћена, већ би се померала од стопала и отежавала човеку кретање. 
У развезаном стању пертле дозвољавају слободно изување обуће.
Пертле су широко прихваћене тек у 20. веку. До тада је била коришћена обућа без пертли која се затезала помоћу разних квачица и спојки. 
Први помен пертли потиче још из 13. века. Тада су се пертле користиле за затезање одеће на чијим су крајевима стајали тврди завршеци у облику лешника. Већ у 15. веку познати морепловац Кристифор Колумбо успешно је трговао пертлама са бакарним и златним крајевима. Прошло је скоро пет векова од тренутка када су измишљене пертле до дана када су се појавиле на обући. 
Нису познати људи који су се досетили да искористе пертле за обућу, али је извесно да су 27. марта 1790. године по грегоријанском календару у Енглеској по први пут свечано озваничене кожне пертле са гвозденим наперцима (завршецима) који омогућавају лакше провлачење кроз рупице и који спречавају одмотавање влакана пертле.